# Bakonyjákó, Veszprém
Bakonyjákó (în germană Jaka) este un sat în districtul Pápa, județul Veszprém, Ungaria, având o populație de 677 de locuitori (2011).

## Demografie
Componența etnică a satului Bakonyjákó
     Maghiari (76,59%)
     Germani (20,89%)
     Romi (1,93%)
     Necunoscut (0,59%)
     Alții (0,59%)
Componența confesională a satului Bakonyjákó
     Romano-catolici (57,61%)
     Reformați (10,04%)
     Necunoscută (30,87%)
     Alte religii (1,48%)
Conform recensământului din 2011, satul Bakonyjákó avea 677 de locuitori. Din punct de vedere etnic, majoritatea locuitorilor (76,59%) erau maghiari, existând și minorități de germani (20,89%) și romi (1,93%). Apartenența etnică nu este cunoscută în cazul a 0,59% din locuitori.  Din punct de vedere confesional, majoritatea locuitorilor (57,61%) erau romano-catolici, cu o minoritate de reformați (10,04%). Pentru 30,87% din locuitori nu este cunoscută apartenența confesională.